# Kabinett Crispi II
Das Kabinett Crispi II regierte das Königreich Italien vom 9. März 1889 bis zum 6. Februar 1891. Wie das Vorgängerkabinett Crispi I wurde es von Ministerpräsident Francesco Crispi angeführt.

## Entstehung und Entwicklung
Das 27. Kabinett des Königreiches war ein Jahr, zehn Monate und 28 Tage im Amt. Mit dem Ministerium für Post und Telegraphen wurde das Kabinett um ein neues, das insgesamt elfte Ministerium erweitert. Erster italienischer Postminister wurde am 10. Mai 1889 Pietro Lacava. Crispis zweite Regierung wurde erneut von der Historischen Linken (italienisch Sinistra storica) gestützt. Wenige Monate nach der Parlamentswahl im Herbst 1890 reichte Crispi am 28. Januar 1891 seinen Rücktritt ein. Zuvor hatte seine Regierung einen Misstrauensantrag in der Abgeordnetenkammer knapp überstanden. Auslöser der Regierungskritik waren die von der Regierung vorgeschlagenen Zoll- und Steuererhebungen gewesen. König Umberto I. nahm den Rücktritt an und betraute Antonio Starabba di Rudinì mit der Bildung einer neuen Regierung, der das Kabinett Rudinì I bildete.

## Minister

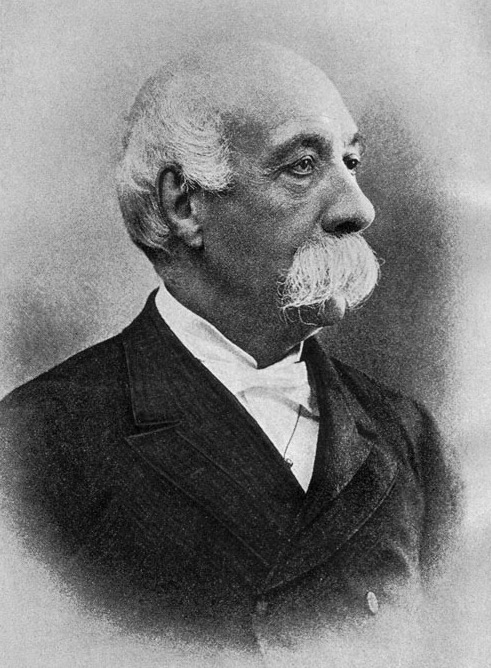
Francesco Crispi

| Ministerien                          | Name |
| ------------------------------------ | --- |
| Ministerpräsident                    | Francesco Crispi |
| Äußeres                              | Francesco Crispi |
| Inneres                              | Francesco Crispi |
| Justiz und Kirchenangelegenheiten    | Giuseppe Zanardelli |
| Krieg                                | Ettore Bertolè Viale |
| Marine                               | Benedetto Brin |
| Finanzen                             | Federico Seismit-Doda (bis 13. September 1890) Giovanni Giolitti (bis 8. Dezember 1890) Bernardino Grimaldi (ab 9. Dezember 1890)             |
| Schatz                               | Giovanni Giolitti (bis 8. Dezember 1890, seit 14. September 1890 geschäftsführend) Bernardino Grimaldi (geschäftsführend ab 9. Dezember 1890) |
| Öffentliche Arbeiten                 | Gaspare Finali |
| Bildung                              | Paolo Boselli |
| Landwirtschaft, Industrie und Handel | Luigi Miceli |
| Post und Telegraphie                 | Pietro Lacava (ab 10. Mai 1889) |